# Майкон Сікейра
Майкон де Андраде Сікейра (ісп. Maicon de Andrade Siqueira, нар. 9 січня 1993, Рібейран-дас-Невіс, Мінас-Жерайс, Бразилія) — бразильський тхеквондист, бронзовий призер Олімпійських ігор 2016 року.

## Виступи на Олімпіадах
| Олімпіада           | Дисципліна  | Місце |
| ------------------- | ----------- | ----- |
| Ріо-де-Жанейро 2016 | понад 80 кг | 3     |

## Зовнішні посилання
- Майкон Сікейра — олімпійська статистика на сайті Sports-Reference.com (англ.) (архівна версія)